# Isla Surprise
Isla Surprise (en francés: Île Surprise, literalmente Isla Sorpresa) es uno de los tres motu, o islas de arena de coral, de la corona del arrecife, del atolón de la Surprise que le da su nombre, y que forma parte de los Arrecifes de Entrecasteaux, al noroeste de Nueva Caledonia.
La Isla La sorpresa es un santuario de anidación para la tortuga verde entre diciembre y marzo. Muchas aves marinas anidan de manera sostenible, incluyendo dos especies de fragatas, principalmente presentes en este isla y no en ninguna de las otras tres islas: la fragata del Pacífico (Fregata minor) y la fragata Ariel (Fregata ariel).